# Península Barison

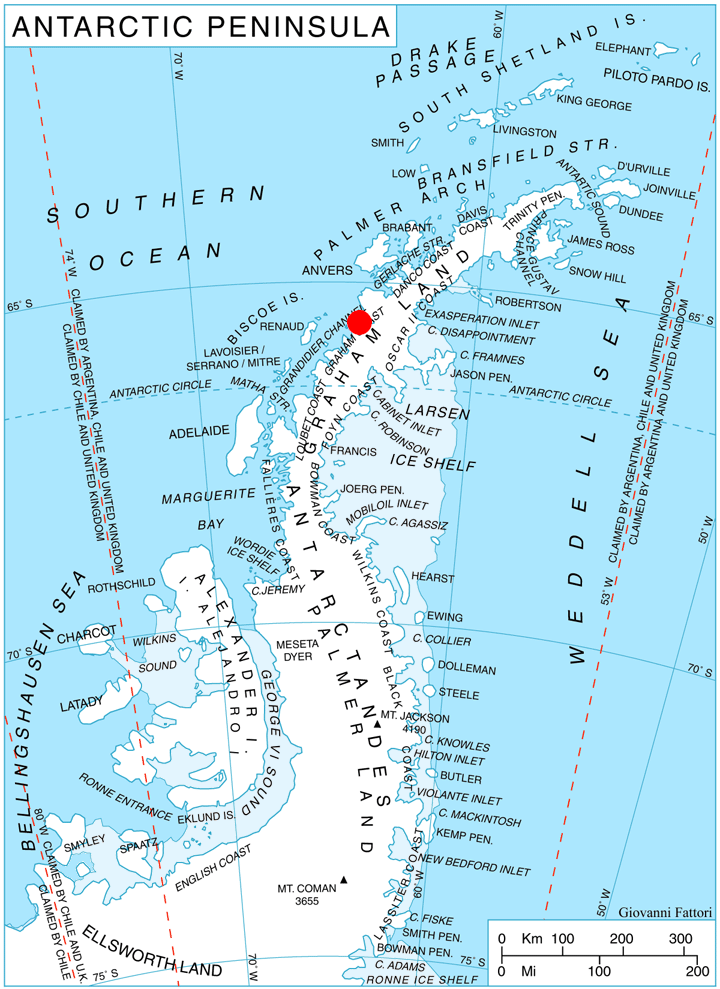
Localização da Península Barison na Costa de Graham, Península Antártica.

A Península Barison é principalmente a península coberta de gelo que se projeta 19 km na direção noroeste da Costa de Graham na Terra de Graham, na Antártida. Tem 12 km de largura entre a Baía de Beascochea ao nordeste e a Baía de Leroux ao sudoeste. A área foi possivelmente visitada pela expedição belga de 1897-99 sob o comando de Adrien de Gerlache e a expedição francesa de 1903-05 sob o comando de Jean Charcot.
A península foi batizada pela Expedição Antártica Chilena de 1973-74 pelo capitão Eduardo Barison Roberts, comandante da embarcação naval da expedição Yelcho.

## Localização
A Península Barison é centrada na 65° 37′ 00″ S, 64° 02′ 00″ O.  Mapeamento britânico em 1971 e 1976.

## Mapas
- British Antarctic Territory.  Scale 1:200000 topographic map. DOS 610 Series, Sheet W 65 64.  Directorate of Overseas Surveys, Tolworth, UK, 1971.

- British Antarctic Territory.  Scale 1:200000 topographic map. DOS 610 Series, Sheet W 65 62.  Directorate of Overseas Surveys, Tolworth, UK, 1976.